# Frédéric II, roi de Prusse
Frédéric II, roi de Prusse (Friedrich – Ein deutscher König) est un téléfilm-documentaire historique de long métrage réalisé par Jan Peter et télédiffusé en 2012 sur la chaîne franco-allemande Arte. 
Le téléfilm présente la vie de Frédéric II de Prusse.

## Synopsis
En 1763, Frédéric II, roi de Prusse, revient sur le théâtre de la bataille de Kunersdorf, perdue quatre ans auparavant. Désabusé, le roi se souvient des événements qui ont marqué sa vie, sa jeunesse au cours de laquelle il était constamment brimé et humilié par son père, sa tentative de fuite suivie de son emprisonnement et de la mort par décapitation de son ami et amant Hans Hermann von Katte, sa misogynie, son amour de l'art en général et de la musique et des belles lettres en particulier, la construction de Sans-Souci, l'accession de son pays au titre de grande nation européenne grâce à son despotisme éclairé et ses victoires militaires, ses défaites aussi.

## Fiche technique
- Titre : Frédéric II, roi de Prusse
- Titre original : Friedrich – Ein deutscher König
- Auteur : Yuri Winterberg, Jan Peter
- Scénariste : Yuri Winterberg, Jan Peter
- Musique : Nikolai Tomás, Jean-Marie Gilles
- Réalisation : Jan Peter
- Production : Dokfilm Fernsehproduktion GmbH, RBB, WDR, MDR, SWR
- Producteur : Jost-Arend Bösenberg
- Première diffusion : 7 janvier 2012 sur Arte
- Durée : 89 minutes

### Lieux de tournage
- Château d'Oranienbaum (de), à Oranienbaum-Wörlitz en Saxe-Anhalt, en Allemagne.

## Distribution
- Katharina Thalbach : Frédéric II, âgé
- Anna Thalbach : Frédéric II, jeune
- Oliver Nägele : Frédéric-Guillaume Ier
- Christina Große : Sophie-Dorothée
- László I. Kish : le ministre Grumbkow
- Valerie Koch : Élisabeth-Christine
- Johannes Suhm : Henri de Catt
- Anna Willecke : Wilhelmine
- Kai-Michael Müller : Hans Hermann von Katte
- Markus Schoenen : Algarotti
- Karl Walter Sprungala : Voltaire
- Tom Morgenstern : commentaires
- Tom Vogt : commentaires

## Commentaires
- Le roi Frédéric II est interprété par deux actrices de théâtre : jeune, par Anna Thalbach et, âgé, par la mère de cette dernière, Katharina Thalbach.
- Les scènes de fiction représentent quelque 70 % du film, le solde étant constitué de documents d'archives historiques, d'animations et de commentaires dits par trois historiens.